# Campionat del Món d'esgrima de 1956
El Campionat del Món d'esgrima de 1956 fou la dotzena edició del Campionat del Món d'esgrima. Es va disputar a Londres, Anglaterra.

## Resultats
| Proves            | Or | Plata                                                                                          | Bronze |
| Floret per equips | Unió SovièticaVivetta Yagodina · Emma Yefimova · Tamara Yevplova · Valentina Rastvorova · Nadezhda Shitikova · Aleksandra Zabelina | FrançaKate Bernheim · Renée Garilhe · Lylian Guyonneau · Françoise Mailliard · Régine Veronnet | HongriaLídia Dömölky-Sákovics · Ilona Elek · Margit Elek · Katalin Kiss · Magdolna Nyári-Kovács · Györgyi Marvalics-Székely |

## Medaller
| Posició | País           | Or | Plata | Bronze | Total |
| 1       | Unió Soviètica | 1  | 0     | 0      | 1     |
| 2       | França         | 0  | 1     | 0      | 1     |
| 3       | Hongria        | 0  | 0     | 1      | 1     |